# وضعية التعارض
وضعية التعارض (بالإيطالية: Contrapposto)‏ تستخدم في مجال الفنون التشكيلية لوصف قوام الإنسان واقفًا مع معظم وزنه على قدم واحدة حيث ينفتل الكتفان والذراعان خارج محور الوركين والساقين. يعطي هذا الشكل مظهرًا أكثر حيوية أو استرخاء. يمكن أيضًا أن يستخدم للإشارة إلى وضعيات متعددة في وضعية التعارض لبعضها البعض. يمكن أن تشمل أيضًا التوتر حيث يتغير الشكل من مستريح على ساق ما أو راكض عليها.

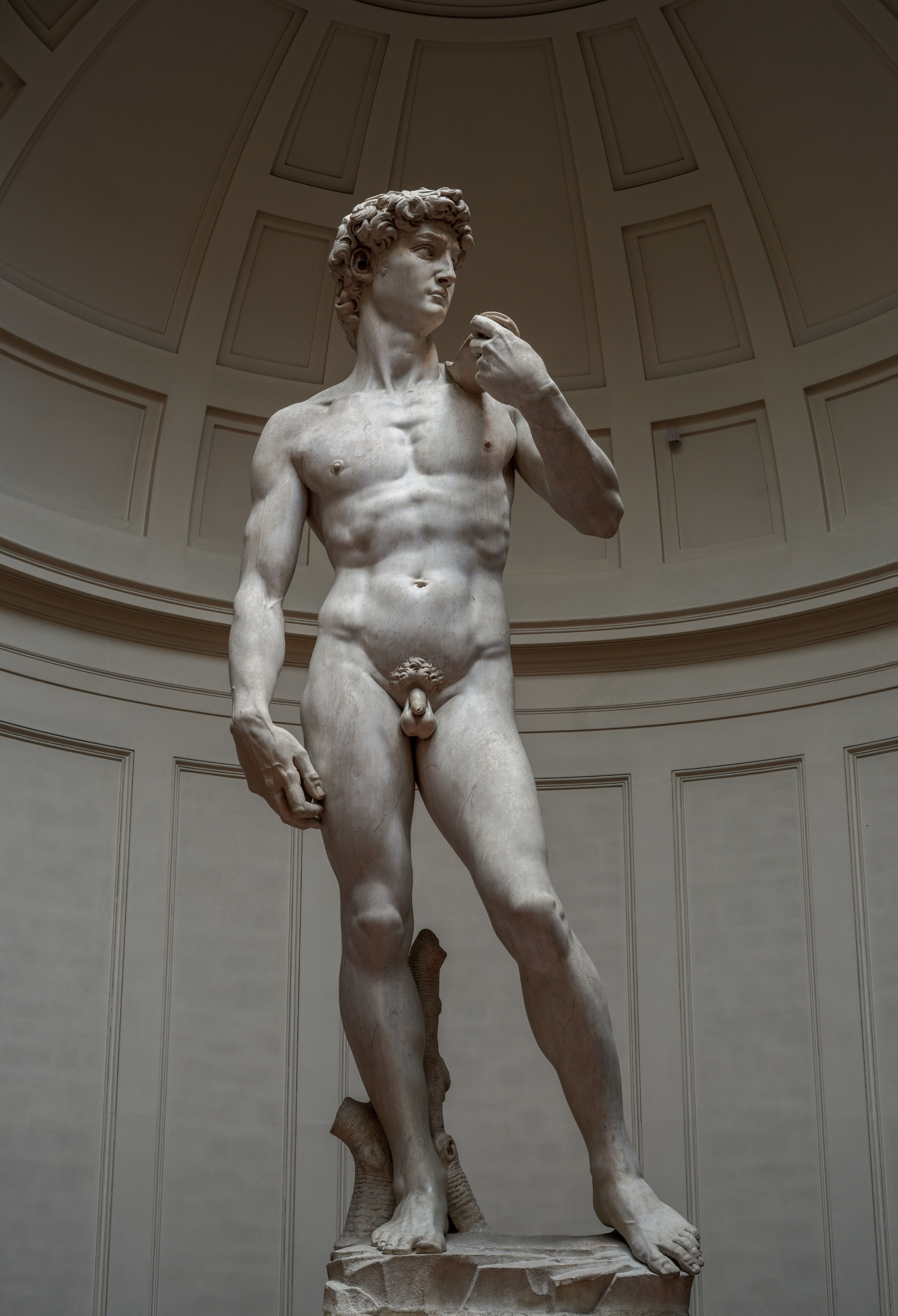
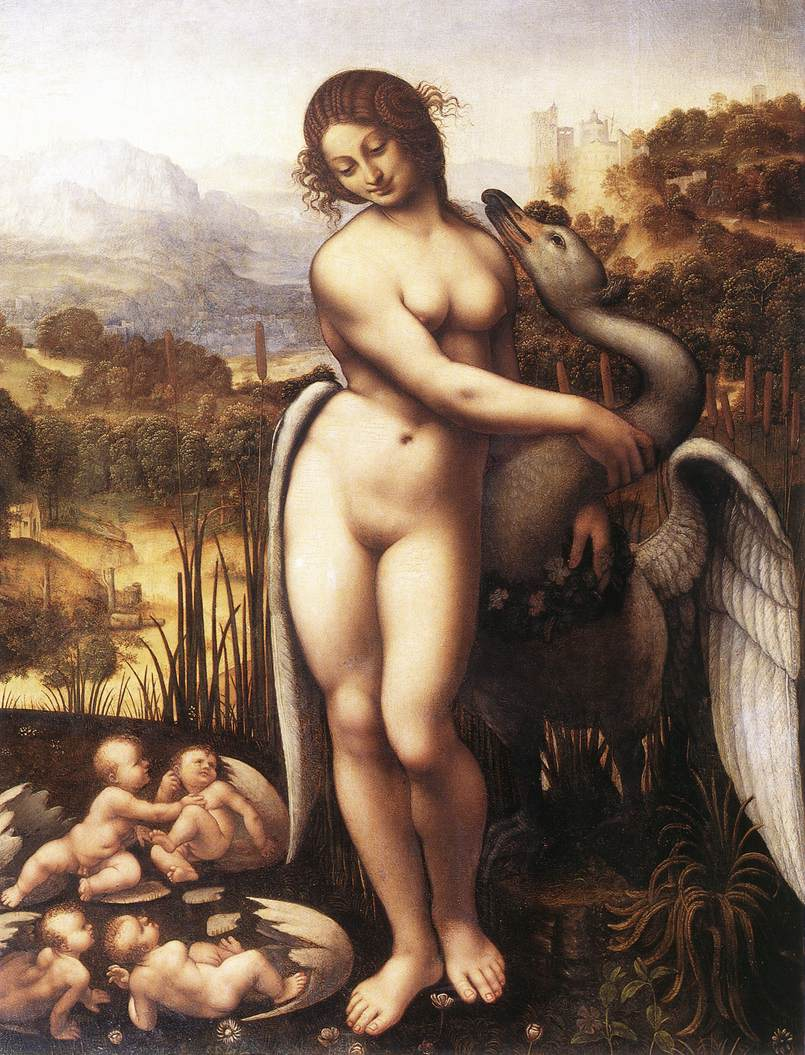
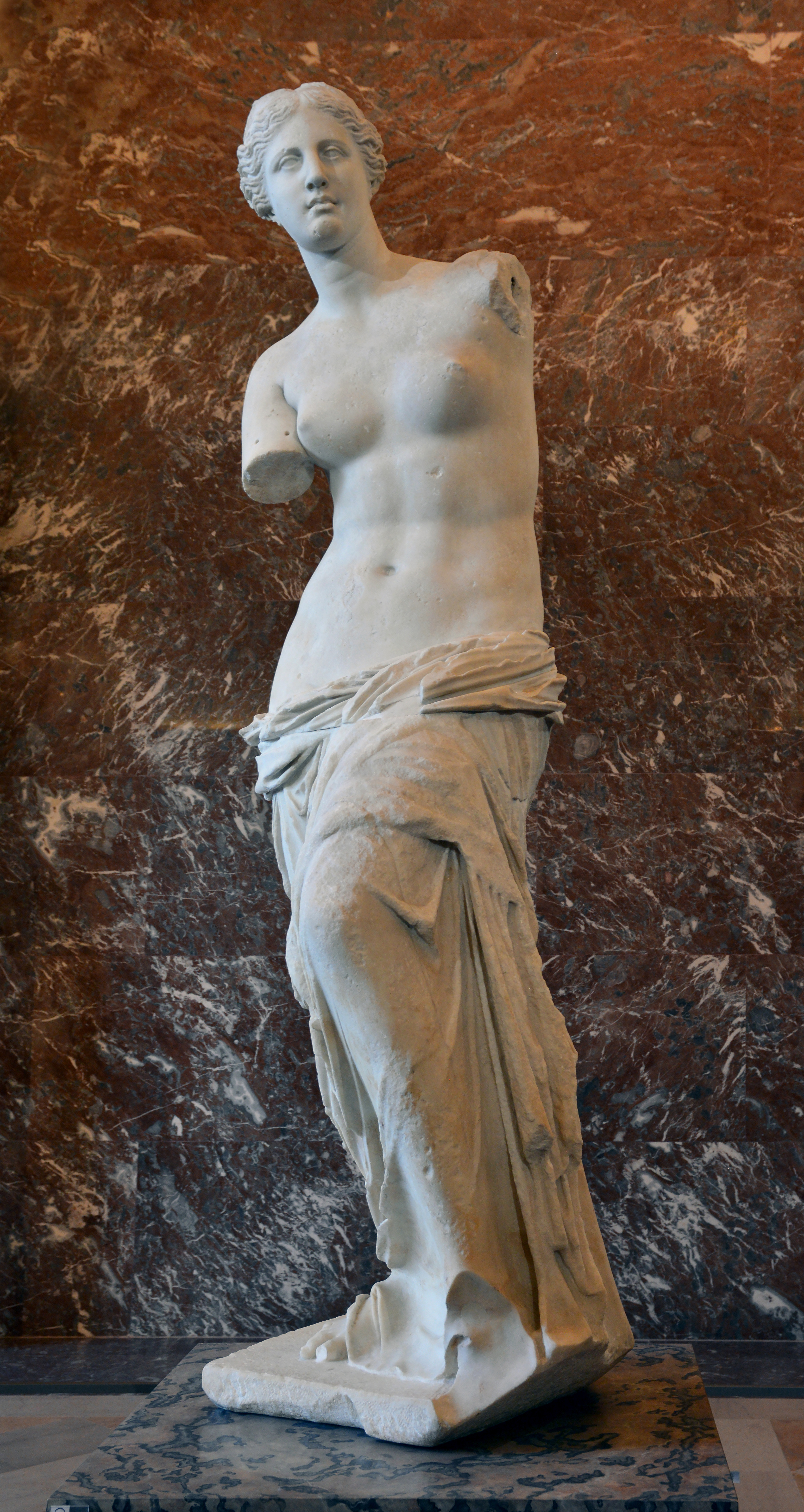